# Septembre 1933
Cette page présente les faits marquants du mois de septembre 1933.

## Événements
- 2 septembre : 
  - l'Italie et l'Union soviétique signent un pacte de non agression.
  - RAC Tourist Trophy
- 3 septembre : révolte des sergents à Cuba, coup d'État militaire mené par Pablo Rodriguez et Fulgencio Batista. Intervention des États-Unis.
- 7 septembre : des pasteurs évangélistes (Martin Niemöller) s’opposent à la domination des chrétiens allemands et condamnent les mesures coercitives et antisémites du Reich.
- 8 septembre : 
  - À la mort de Faysal, son fils Ghazi devient roi d'Irak mais se montre peu capable de gouverner. La vie politique est traversée par des rivalités personnelles et des querelles de pouvoir. L’instabilité gouvernementale devient la règle.
  - Espagne : démission du gouvernement de Manuel Azaña à la suite du massacre de Las Viejas.
- 9 septembre
  - Naissance de Michel Gury.
- 10 septembre :
  - (Sport automobile) : Grand Prix automobile d'Italie.
  - (Sport automobile) : Grand Prix automobile de Monza.
- 13 septembre, Canada : élection générale britanno-colombienne. Thomas Dufferin Pattullo chef du Parti libéral est élu Premier ministre de la Colombie-Britannique.
- 14 septembre : signature à Ankara d'un pacte greco-turc affirmant « leur communauté politique et économique[1] »
- 17 septembre : Grand Prix automobile de Tchécoslovaquie.
- 22 septembre : congrès mondial de la jeunesse contre la guerre et le fascisme, présidé par Henri Barbusse, Romain Rolland et Paul Langevin.
- 23 septembre (Portugal)[2] : statut National du Travail, inspiré de la Charte du travail italienne.
- 24 septembre (Sport automobile) : Grand Prix automobile d'Espagne.
- 28 septembre : le Français Lemoine signe un nouveau record d'altitude en avion : 13 661 m avec un Potez 506.
- 29 septembre, France : Marcel Bucard, ancien membre du Faisceau, ligue d’extrême droite, fonde un mouvement d’inspiration fasciste, le Francisme.

## Naissances
- 1er septembre : Conway Twitty, chanteur américain de musique country († 5 juin 1993).
- 2 septembre : Nienke Sikkema, actrice néerlandaise.
- 5 septembre : 
  - Francisco Javier Errázuriz Ossa, cardinal chilien, archevêque de Santiago du Chili.
  - Eddie Carroll, acteur canadien († 6 avril 2010).
- 10 septembre : 
  - Karl Lagerfeld, grand couturier, stylicien, photographe, réalisateur et éditeur allemand († 19 février 2019).
  - Yevgeny Khrunov, cosmonaute soviétique († 19 mai 2000).
- 11 septembre : Rachid Sfar, homme politique tunisien († 20 juillet 2023).
- 14 septembre :
  - Bruno Bollini, footballeur français († 20 février 2015).
  - Zoe Caldwell, actrice australienne († 16 février 2020).
  - Hans Faverey, poète néerlandais († 8 juillet 1990).
  - Harve Presnell, acteur américain († 30 juin 2009).
  - Hillevi Rombin, actrice suédoise († 19 juin 1996).
  - Annabella Rossi, anthropologue, photographe documentaire et réalisatrice de documentaires italienne († 4 mars 1984).
  - Jean-Pierre Sabard, auteur-compositeur français.
  - Mihály Vasas, joueur de football international hongrois.
- 15 septembre : Henry Darrow, acteur américain († 14 mars 2021).
- 17 septembre : Pat Crowley, actrice américaine.
- 18 septembre : 
  - Valentina Ponomaryova, aspirante-cosmonaute soviétique.
  - Jimmie Rodgers, chanteur américain († 18 janvier 2021).
- 19 septembre : David McCallum, acteur et musicien britannique († 25 septembre 2023).
- 21 septembre : Clifford Alexander Jr., avocat américain († 3 juillet 2022).
- 24 septembre : Raffaele Farina, cardinal italien, archiviste des archives secrètes du Vatican.
- 27 septembre : Lina Medina, connue pour être la plus jeune mère du monde dans l'histoire de la médecine (à 5 ans, 7 mois et 17 jours).
- 30 septembre : 
  - Ilia Kabakov, artiste américain († 27 mai 2023).
  - Michel Aoun, président du Liban

## Décès
- 9 septembre : Henri-Achille Zo, peintre français.
- 27 septembre : Jean-Francisque Delmas, chanteur d'opéra français.
- 29 septembre : Georges Lemaire, coureur cycliste belge (° 3 avril 1905).